# Semesterskola
Semesterskola är en skolform som erbjuder elever från Sverige studier utomlands när de är på semester eller på en långresa med sina föräldrar.
Alla elever har med en Individuell Utvecklingsplan (IUP) hemifrån och den ordinarie läraren i Sverige står för planeringen under hela skoltiden i på semesterskolan. Föräldrarna ansvarar för att den Individuella Utvecklingsplanen och läroböcker/material medtas. Via e-post kan elevens lärare på semesterskolan även ha viss kontakt med läraren på hemskolan i Sverige. Efter avslutade studier, skriver den ansvarige läraren på semesterskolan ett omdöme till läraren på hemskolan. Alla eventuella betyg sätts av undervisande lärare i Sverige. I semesterskolan kan elever gå från en vecka upp till ett helt läsår.